# Траблиці
Траблиці (пол. Trablice) — село в Польщі, у гміні Коваля Радомського повіту Мазовецького воєводства.
Населення — 1528 осіб (2011).
У 1975-1998 роках село належало до Радомського воєводства.

## Демографія
Демографічна структура станом на 31 березня 2011 року:
|          | Загалом | Допрацездатний вік | Працездатний вік | Постпрацездатний вік |
| -------- | ------- | ------------------ | ---------------- | -------------------- |
| Чоловіки | 774     | 213                | 517              | 44                   |
| Жінки    | 754     | 192                | 455              | 107                  |
| Разом    | 1528    | 405                | 972              | 151                  |